# Třebom
Třebom település Csehországban, a Opavai járásban. Třebom Sudice és Kietrz településekkel határos. Lakosainak száma 206 fő (2024. január 1.).

## Népesség
A település lakosságának változását az alábbi diagram mutatja:
| Lakosok száma | 1018 | 961  | 760  | 430  | 286  | 206  | 227  | 220  | 221  | 206  |
|               | 1869 | 1900 | 1921 | 1961 | 1980 | 2011 | 2016 | 2019 | 2021 | 2024 |